# Georges Nardin
Georges Frédéric Nardin, né à Bercy le 24 mars 1854 et mort à Luxeuil-les-Bains le 29 mai 1924, est un poète et journaliste français.

## Biographie
Secrétaire de la rédaction, rédacteur d'études, d'articles et de critiques d’art à La Revue contemporaine, rédacteur en chef de L'Union agricole et maritime de Quimperlé, professeur au Collège de Luxeuil, il est surtout connu pour son recueil Les Horizons bleus, paru en 1880 cher Georges Charpentier, dont certains poèmes figurent dans l'Anthologie des poètes français du XIXe siècle d'Alphonse Lemerre.
Nardin fut, par ailleurs, un membre actif de la Société d'encouragement de la navigation aérienne au moyen du plus lourd que l'air.
Il existe un échange épistolaire entre Georges Nardin et Émile Zola concernant Les Horizons bleus. 
Maurice Rollinat lui dédie en 1883 le poème Le Baby dans Les Névroses (p. 223).

## Œuvres
- Les Horizons bleus, 1880